# Карташёва, Ирина Павловна
Ири́на Па́вловна Карташёва (4 ноября 1922, Петроград — 14 мая 2017, Москва) — советская и российская актриса, народная артистка РСФСР (1985).

## Биография
Ирина Карташёва родилась 4 ноября 1922 года в Петрограде. 31 декабря 1933 года был арестован, затем в 1937 году расстрелян её отец, главный экономист ГИПРОМЕЗа Павел Васильевич Карташёв. Ирина, успевшая четыре года проучиться в Ленинградском хореографическом техникуме, и её мать были отправлены из Ленинграда в ссылку. Там она и окончила среднюю школу.
В 1940 году ей удалось вернуться в Ленинград и поступить в Ленинградский театральный институт, но 8 сентября 1941 года последним поездом она уехала из Ленинграда в Саранск в поисках скрывавшейся от повторной высылки матери.
Работала в госпитале. С 1942 года по 1947 год — актриса Мордовского государственного музыкально-драматического театра. Во время Великой Отечественной войны в составе концертной бригады Мордовского государственного музыкально-драматического театра выступала перед бойцами действующей армии. Участник Великой Отечественной войны.
С 1947 года по 2017 год — на протяжении 70 лет — поработала в Московском Театре имени Моссовета.
Участвовала в дубляже более 300 кинофильмов: («Римские каникулы», «Рокко и его братья», «Фантомас против Скотланд-Ярда», «Лев зимой», «Зорро», «Чисто английское убийство» и многие другие).
Ирина Павловна умерла 14 мая 2017 года на 95-м году жизни в Москве. Урна с прахом захоронена на Ваганьковском кладбище рядом с мужем.

### Семья
- Муж — Михаил Бонифациевич Погоржельский (1922—1995), актёр.
- Сын — Дмитрий Михайлович Погоржельский (род. 1951), журналист, продюсер, собственный корреспондент телекомпании НТВ в Германии в 1997—2015 годах[5][6].
  - Внук — Александр (род. 1980), художник.

## Награды
- Медаль «В ознаменование 100-летия со дня рождения В. И. Ленина» (1970)
- Медаль «Ветеран труда»
- Медаль «В честь 50-летия Победы в Великой Отечественной 1941—1945 гг.» (1995)
- Медаль «850-летия Москвы» (1997)
- Заслуженная артистка РСФСР (30 декабря 1970 года)
- Народная артистка РСФСР (18 июля 1985 года)
- Орден Дружбы (15 августа 1998 года) — за многолетнюю плодотворную деятельность в области театрального искусства[7]
- Орден Почёта (4 июня 2008 года) — за заслуги в развитии отечественной культуры и искусства, многолетнюю плодотворную деятельность[8]
- Медаль «В честь 60-летия Победы в Великой Отечественной 1941—1945 гг.» (2005)
- Медаль «В честь 65-летия Победы в Великой Отечественной 1941—1945 гг.» (2010)
- Медаль «В честь 70-летия Победы в Великой Отечественной 1941—1945 гг.» (2015)

## Творчество

### Роли в театре
- «Отелло» У. Шекспира — Дездемона
- «Московский характер» А. Софронова — Кружкова
- «Преступление директора Риггса» — Гарриет Говард
- «Роковое наследство» — Мери Джибсон
- «Товарищи москвичи» — Рита
- «Особое мнение» — Варя
- «Опасный перекресток» — Брянцева Вера Леонтьевна
- «В одном городе» — Евгения Владимировна
- «Маскарад» М. Лермонтова — Баронесса Штраль
- «Рассказ о Турции» — Хатче
- «История одной любви» — Катя
- «Кто смеется последним» — Вера
- «Алпатов» — Нина Леонидовна
- «Катрин Лефевр» — Графиня Корсо
- «Трое» — Татьяна Власьевна
- «Запутанный узел» — Раиса Капницкая
- «Король Лир» У. Шекспира — Регана
- «Летом небо высокое» — Елена
- «Три камня веры» — Ольга Михайловна Лахтина
- «Последние гвоздики» — Марго
- «Третье желание» — Вера
- «Бунт женщин» — Дама в красном
- «Миллион за улыбку» — Карташёва
- «Дядюшкин сон» — Софья Петровна Карпухина
- «На диком бреге» — Ольга
- «Странная миссис Сэвидж» — Миссис Пэдди
- «Шторм» — Шуйская
- «Петербургские сновидения» (по роману Ф. Достоевского «Преступление и наказание») -Катерина Ивановна
- «Вешние воды» — Синьора Леноре
- «Дальше — тишина…» — Анита
- «…Золото, золото — сердце народное!» / «Жил-был за тридевять земель» —
- «Другая» — Марьяна Владимировна
- «Турбаза» — жена Дмитрия Дмитриевича
- «Бабье лето» — Нина Сергеевна Лаврова
- «Тощий приз» — Хуана
- «Сердце Луиджи» — Донья Долорес
- «Версия» — Зинаида
- «Кошки-мышки» И. Эркеня — Эржбет Орбан
- «Живой труп» Л. Толстого —  Анна Дмитриевна Каренина
- «Смерть Пазухина» М. Салтыкова-Щедрина — Настасья Ивановна
- «ОБЭЖ» Б. Нушича — госпожа Лазич
- «Суд над судьями» — Фрау Бертхольт
- «Комната» — Галина Степановна
- «Егор Булычов и другие» — Мелания
- «Пчёлка» (по сказке А. Франса) — Старуха
- «Печальный детектив» — Сыроквасова Октябрина Перфильевна
- «Торможение в небесах» — Чирикова
- «Цитата» — Алевтина Васильевна
- «Дом Бернарды Альбы» — Бернарда
- «Как важно быть серьёзным» О. Уайлда — Леди Брэкнелл
- «Рюи Блаз» — Дуэнья
- «Мадам Бовари» (по роману Г. Флобера) — Элоиза Бовари, мать Шарля
- «Фома Опискин» (по повести Ф. Достоевского «Село Степанчиково и его обитатели») — Генеральша
- «Скандал? Скандал… Скандал!» — Миссис Кэндер
- «На Золотом озере» Э. Томпсона — Этель Тэйер
- «Ученик дьявола» Б. Шоу — Миссис Даджен
- «Серебряный век» М. Рощина — Митрофановна
- «Обручённые» А. Мандзони — Перпетуя, старуха
- «Дядя Ваня» А. Чехова — Мария Васильевна Войницкая
- «Три сестры» — Анфиса
- 2013 — «Опасные связи» Кристофера Хэмптона — Мадам де Розмонд
- «Горе от ума» — Хрюмина-бабушка

### Фильмография
- 1968 — Штрихи к портрету В. И. Ленина (фильм 2-й «Полтора часа в кабинете Ленина. 1918») — Секретарша
- 1999 — Д. Д. Д. Досье детектива Дубровского (3-я серия) — Маша
- 2002 — Любовник — Лиза, тётя Лены
- 2004 — Лола и Маркиз. Виртуозы лёгкой наживы — Дубова
- 2004 — Лёля (короткометражный)
- 2006 — Кто в доме хозяин? (14-я серия. Часть 2. Возвращение Николая) — Элеонора Альбертовна
- 2007 — Омут — Вероника Витольдовна Мстиславова
- 2008—2012 — Обручальное кольцо — Изабелла Юрьевна
- 2008 — Срочно в номер-2 (фильм 10-й «Золотой олень») — Радульская
- 2008 — Братья-детективы (4-я серия) — эпизод
- 2009 — Суд (19-я серия «Отличный сервис») — Галина Васильевна Вербина
- 2009 — Дом без выхода — Регина, бабушка Марьяны
- 2010 — Дворик — Мария Фёдоровна Лужина
- 2010 — Адвокатессы — Анна Ильинична («Циклоп»), секретарь
- 2010—2013 — Ефросинья — Полина Алексеевна, жена бывшего конвоира Прохора
- 2011 — Метод Лавровой (Фильм 2-й «Похищение») — Маргарита Львовна Зенкова, бабушка Юли

#### Фильмы-спектакли
- 1969 — Конец «Чёрных рыцарей» — Аннет
- 1971 — Френсис Дрейк — Елизавета
- 1972 — Шторм — Зинаида Петровна Шуйская
- 1972 — Золото, золото — сердце народное
- 1978 — Дальше — тишина… — Анита
- 1980 — Версия — Зинаида Гиппиус
- 1981 — Смерть Пазухина — Настасья Ивановна — жена Фурначева, сестра Прокофия Ивановича
- 1986 — Суд над судьями — фрау Бертхольт
- 1987 — Живой труп — Анна Дмитриевна Каренина
- 1989 — Село Степанчиково и его обитатели — Прасковья Ильинична
- 1999 — Фома Опискин — Генеральша
- 2008 — Серебряный век — Митрофановна
- 2010 — Дядя Ваня — Мария Васильевна Войницкая

### Озвучивание мультфильмов
- 1960 — «Королевские зайцы» — Королева (в титрах — И. Карташова)
- 1960 — «Муравьишка-хвастунишка» — Бабочка Мона Орион (в титрах — И. Карташова)
- 1962 — «Только не сейчас»
- 1963 — «Свинья-копилка» — Кукла / Мартышка
- 1968 — «Кот, который гулял сам по себе» — Женщина
- 1968 — «Не в шляпе счастье»
- 1970 — «Кентервильское привидение» — Американка, мать Виргинии и близнецов
- 1971 — «Три банана» — Чёрная дама
- 1975 — «Принцесса подводного царства» — Ведьма
- 1978 — Весёлая карусель № 10 «Посылка» — текст от автора
- 1978 — «Подарок для самого слабого» — Лиса
- 1979 — «Пер Гюнт» — мать Пера
- 1981 — «Так сойдёт!» — Лиса
- 1982 — «Великан-эгоист» (в титрах — И. Карташова)
- 1983 — «Хвастливый мышонок»
- 1983 — «Ух ты, говорящая рыба!» — Старушка
- 1988 — «Лев и девять гиен» — Гиена-мама
- 1991 — «Маленькая колдунья» — Старушка
- 1991 — «Мисс Новый год» — Ворона-мать
- 2004 — «Дятлоws» (2 сезон) — Бабушка